# Liste der Kulturgüter in Villmergen
Die Liste der Kulturgüter in Villmergen enthält alle Objekte in der Gemeinde Villmergen im Kanton Aargau, die gemäss der Haager Konvention zum Schutz von Kulturgut bei bewaffneten Konflikten, dem Bundesgesetz vom 20. Juni 2014 über den Schutz der Kulturgüter bei bewaffneten Konflikten sowie der Verordnung vom 29. Oktober 2014 über den Schutz der Kulturgüter bei bewaffneten Konflikten unter Schutz stehen.
Objekte der Kategorien A und B sind vollständig in der Liste enthalten, Objekte der Kategorie C fehlen zurzeit (Stand: 1. Januar 2023).

## Kulturgüter
| Foto | | Objekt                                                                                     | Kat. | Typ | Standort                                      | Beschreibung |
| ---- | --- | ------------------------------------------------------------------------------------------ | ---- | --- | --------------------------------------------- | ------------ |
| ja   | Datei hochladen · Wikidata zu Schloss mit Kapelle (Q2241557)                                                          | Schloss mit Kapelle KGS-Nr.: 00121                                                         | A    | G   | Hilfikon, Schloss 21 661098 / 242517          |              |
| ja   | Datei hochladen · Wikidata zu Katholische Pfarrkirche (Q19362395)                                                     | Katholische Pfarrkirche KGS-Nr.: 00275                                                     | A    | G   | Kirchgasse 5.3 660835 / 244199                |              |
| ja   | Datei hochladen · Wikidata zu Bauernhaus (Q19362393)                                                                  | Bauernhaus KGS-Nr.: 09900                                                                  | A    | G   | Halde 2 660496 / 244599                       |              |
| ja   | Datei hochladen · Wikidata zu Hauptgebäude ehemalige Ballyfabrik (Q19362394)                                          | Hauptgebäude ehemalige Ballyfabrik KGS-Nr.: 09901                                          | A    | G   | Bahnhofstrasse 66 660053 / 247505             |              |
| ja   | Datei hochladen · Wikidata zu Ehemaliges Gasthaus zum Elefant (Q29576183)                                             | Ehemaliges Gasthaus zum Elefant KGS-Nr.: 15427                                             | B    | G   | Hilfikon, Schlossstrasse 4 661168 / 242425    |              |
| BW   | Datei hochladen · Wikidata zu Speicher 1762 (Q29576186)                                                               | Speicher 1762 KGS-Nr.: 15428                                                               | B    | G   | Hilfikon, Sandbühlstrasse 4.2 660970 / 242377 |              |
| ja   | Datei hochladen · Wikidata zu Speicher 1773 (Q29576189)                                                               | Speicher 1773 KGS-Nr.: 15429                                                               | B    | G   | Hilfikon, Poststrasse 9.1 661169 / 242577     |              |
| ja   | Datei hochladen · Wikidata zu Haus "Zur Arche", ehemaliges Vogtshaus (Q29580972)                                      | Haus «Zur Arche», ehemaliges Vogtshaus KGS-Nr.: 15859                                      | B    | G   | Himmelrych 9–9.1 660950 / 243720              |              |
| BW   | Datei hochladen · Wikidata zu Heidenhübel, Erdwerk unbekannter Zeitstellung / mittelalterliche Burgstelle (Q29580977) | Heidenhübel, Erdwerk unbekannter Zeitstellung / mittelalterliche Burgstelle KGS-Nr.: 15860 | B    | G   | 660575 / 243450                               |              |
| ja   | Datei hochladen · Wikidata zu Kaplanei Unserer Lieben Frau (Q29580983)                                                | Kaplanei Unserer lieben Frau KGS-Nr.: 15861                                                | B    | G   | Felsenaustrasse 2 660833 / 244325             |              |
| ja   | Datei hochladen · Wikidata zu Nothelferkapelle, ehemalige Beinhauskapelle (Q29580991)                                 | Nothelferkapelle, ehemalige Beinhauskapelle KGS-Nr.: 15862                                 | B    | G   | Kirchgasse 44.1 660779 / 244208               |              |
| ja   | Datei hochladen · Wikidata zu Sogenanntes Kochhaus (Q29580995)                                                        | Sogenanntes Kochhaus KGS-Nr.: 15863                                                        | B    | G   | Halde 4 660465 / 244625                       |              |